# Piedmont (región de Estados Unidos)

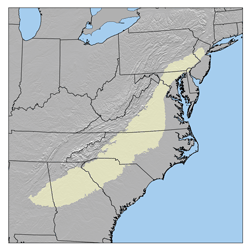
Extensión de la región de Piedmont

El Piedmont (Piamonte norteamericano) es una región geográfica del este de los Estados Unidos. Se ubica entre las Apalaches y los valles costeros del Atlántico, teniendo cerca de 950 km de longitud y extendiéndose entre el río Hudson y Alabama.
Es una meseta relativamente baja, cruzada por muchos ríos, que es una fértil región agrícola. Esta región ha dado lugar a un estilo musical específico, denominado precisamente Piedmont blues.

## Geografía

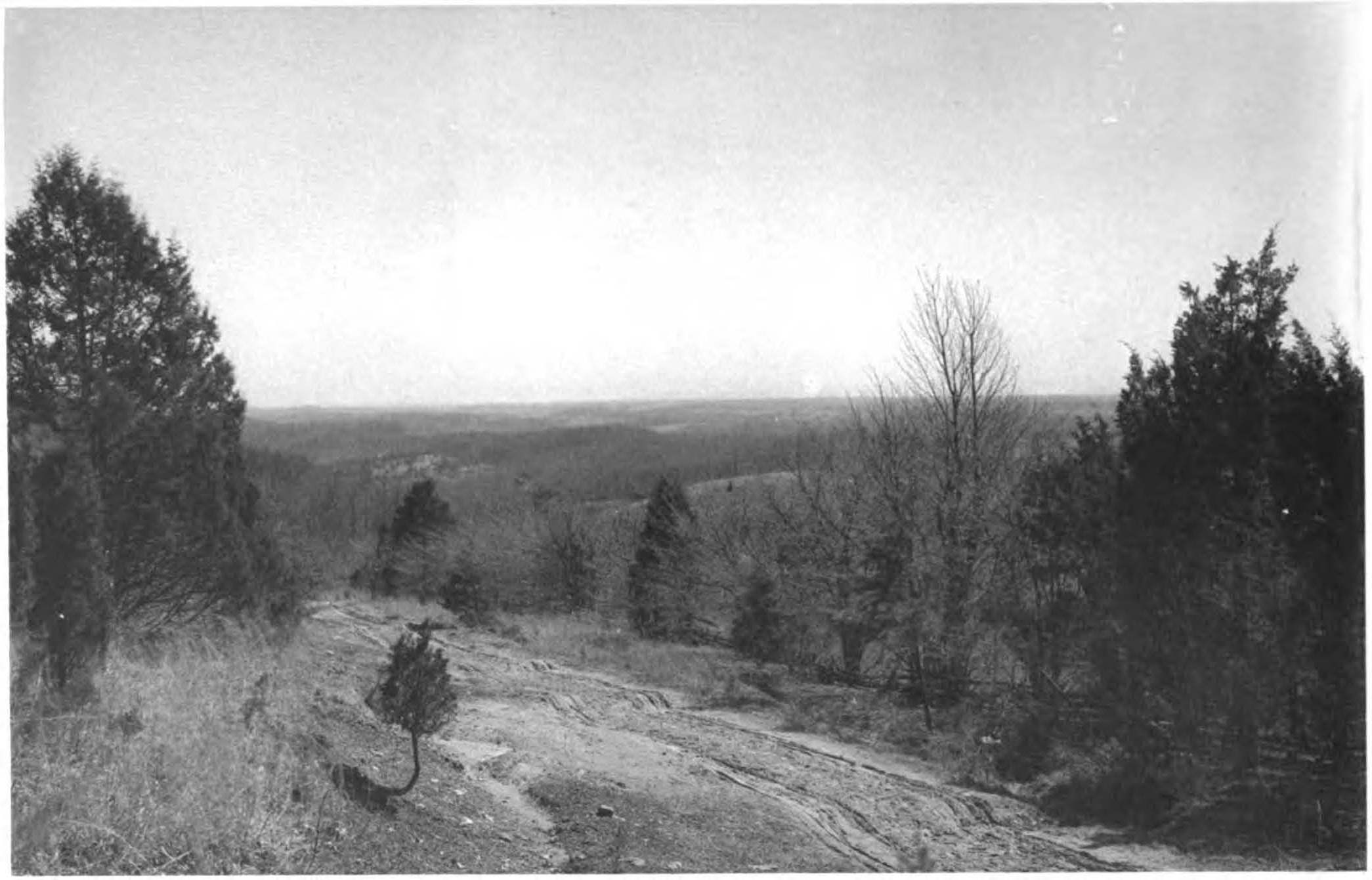
La meseta de Piedmont, mirando hacia el este desde Rocky Ridge en Maryland, c. 1898

La provincia de Piedmont es una provincia fisiográfica de la división más grande de las tierras altas de los Apalaches, y se divide las secciones Gettysburg-Newark Lowlands, Piedmont Upland y Piedmont Lowlands.
La línea de caída de la costa atlántica marca el límite oriental de Piedmont con la llanura costera. Al oeste, limita principalmente con la Cordillera Azul, la cadena más oriental de los principales Apalaches. El ancho del Piedmont varía, siendo bastante angosto sobre el río Delaware pero casi 475 km de ancho en Carolina del Norte. El área de Piedmont es de aproximadamente 210 000 km2.

## Economía
Los suelos de Piedmont son generalmente arcillosos y moderadamente fértiles. En algunas áreas han sufrido la erosión y el cultivo excesivo, particularmente en el sur, donde el algodón fue históricamente el cultivo principal. En la región central de Piedmont de Carolina del Norte y Virginia, el tabaco es el cultivo principal, mientras que en la región norte hay más diversidad, incluyen huertos, lecherías y agricultura en general.

## Cultura
La parte de la región de Piedmont en el sur de los Estados Unidos está estrechamente asociada con el blues de Piedmont, un estilo de música blues que se originó allí a fines del siglo XIX. Según la Piedmont Blues Preservation Society, la mayoría de los músicos de blues de Piedmont procedían de Virginia, Carolina del Norte y del Sur y Georgia. Durante la Gran Migración, los afroamericanos emigraron al Piedmonte. Con las Montañas Apalaches al oeste, aquellos que de otro modo podrían haberse extendido a las áreas rurales se quedaron en las ciudades y, por lo tanto, estuvieron expuestos a una mezcla de música más amplia que, por ejemplo, los del rural delta del Misisipi. Por lo tanto, el blues de Piedmont fue influenciado por muchos tipos de música, como el ragtime, el country y las canciones populares, estilos que tuvieron comparativamente menos influencia en la música blues en otras regiones.